# Förenade Brödrakyrkan i Kristus
Förenade Brödrakyrkan i Kristus (Church of the United Brethren in Christ) var ett amerikanskt trossamfund bildat 1889 genom splittring inom en kyrka, bildad 1800 under samma namn. 
Den liberala majoriteten gick, vid ett möte i Johnstown, Pennsylvania 1946 ihop med Evangelikala kyrkan och bildade Evangeliska Förenade Brödrakyrkan. 
Den radikala minoriteten fortlever än idag under det ursprungliga namnet.

## Källa
Our History United Brethren, USA 